# 둥야오충
둥야오충(중국어: 董瑶琼, 병음: Dǒng Yáoqióng; 1989년 ~ 생사불명), 언론에서 '잉크 소녀'(중국어: 泼墨女孩, 병음: Pōmò nǚhái)라고도 불리는 그녀는 2018년 7월 트위터 계정 "@feefeefly"에 올린 비디오를 통해 국제적인 주목을 받았다. 이 비디오에서 그녀는 상하이시에서 중국공산당 중앙위원회 총서기 시진핑의 포스터에 잉크를 튀기며 그의 통치를 "폭정"이라고 비난했다. 그녀는 이후 최소 두 차례 정신병원에 입원했다.

## 생애
둥은 이전에 상하이시에 살았으며, 중화인민공화국 후난성 주저우시에서 태어나고 자랐다. 실종 전 그녀는 부동산 중개인으로 일했으며 한동안 중국의 반체제 인사였다.

## 잉크 투척 사건
둥은 2018년 7월 4일 제복을 입은 남성들이 그녀의 아파트를 방문한 날, 상하이 HNA 그룹 본사 광장에서 라이브 비디오를 스트리밍한 후 연락이 두절되었다. 비디오에서 그녀는 중국공산당(CCP) 방식의 독재, 권위주의 그리고 중국인들에게 강요되는 세뇌 과정을 비판했다. 그녀는 또한 사회관계망서비스에서 독재자라고 칭한 중국공산당 중앙위원회 총서기 시진핑의 포스터에 잉크를 튀기는 모습도 보였다. 실종 전 트위터에 올린 마지막 게시물로 보이는 글에서 둥은 이렇게 썼다:
| “ | 지금 제 문 밖에 제복을 입은 사람들이 있어요. 옷 갈아입고 나갈 거예요. 전 범죄를 저지르지 않았어요. 저를 해친 사람들과 단체들이 죄인이에요. | ” |

베이징의 가명 예술가는 @feefeefly의 용감한 행동을 칭찬했다. 그는 중국공산당의 잘못이 그들의 신격화 거품을 터뜨렸다고 감히 비판한 것을 높이 평가했다.

## 입원과 두 번째 비디오 의혹
사건 이후 둥은 주저우 병원에 정신과 환자로 입원했다. 그녀의 아버지는 그녀를 방문하려다 구금되었다.
2018년 9월 9일, 보쉰 웹사이트는 관리들이 병원에 둥에게 장기간 몰래 독약을 투여하여 병원에서 사망하고 살아 돌아가지 못하게 지시했다고 보도했다. 그러나 중국 인권 수호자들은 2020년 1월 3일 그녀가 2019년 11월 병원에서 퇴원했다고 보도했다. 그녀의 아버지는 둥이 병원에 있는 동안 받은 약물인 올란자핀의 정신적, 신체적 부작용에 계속 시달리고 있으며, 그녀가 의도적으로 이러한 부작용에 노출되었을 수 있다고 주장했다. 둥은 2020년 5월부터 7월까지 같은 병원에서 두 번째로 입원했다. 2020년 11월 30일 , 그녀는 트위터에 비디오를 게시했는데 (2020년 12월 2일 현재 홍콩 프리 프레스는 진위 여부를 확인할 수 없었다) 그녀는 지역 정부 사무실에서 배정받은 작업이 실제로는 작업이라는 명목 하에 감시였으며, 그 범위는 문서 타이핑과 전화 통화에 불과했다고 말했다. 그녀는 또한 당국이 부과한 이동 제한을 비난했으며, 최근에야 아버지와 연락할 수 있었는데, 그녀는 그의 아버지가 광산 사고에서 간신히 벗어났다는 것을 활동가 어우뱌오펑을 통해서만 알게 되었다고 말했다. 그녀는 또한 "정신이 무너질 지경"이며, 만약 당국에 의해 다시 심리 치료를 위해 입원하게 된다면 다시는 풀려나지 못할 수도 있다고 말했다. 둥은 2021년 2월 세 번째로 정신과 환자로 입원했다. 2022년 09월 기준 현재 1년 넘게 그녀에 대한 정보는 없었다.

## 아버지의 체포 및 사망
그녀의 아버지 둥젠바오는 2018년 8월, 후난성 주저우 제3병원에서 그녀를 방문하려다가 체포되었다. 그는 나중에 3년형을 선고받았다.
2022년 9월, 그가 감옥에서 사망했으며 그의 몸이 멍과 상처로 뒤덮여 있었다고 보도되었다. 한 친척에 따르면, 당국은 그의 시신을 5일 이내에 화장할 것을 요구했다. 둥의 거주지로 향하는 도로는 봉쇄되었고 여러 사람들은 그의 집에서 조문하는 것이 금지되었다.

## 어우뱌오펑의 체포
2020년 12월 초, 둥의 11월 비디오를 리트윗한 후, 어우는 "분란 조장 및 문제 유발"로 15일간 행정 구금되었다. 그의 아내 웨이 환환은 12월 18일 어우가 지정 장소 거주 감시에 처해졌다고 트윗했으며, 12월 25일 그녀는 받은 경찰 서한에 따라 어우가 "국가 권력 전복" 혐의로 기소되었다고 트윗했다. 어우의 친구인 리 쉬에원은 사우스 차이나 모닝 포스트에 그가 국가 전복 혐의가 둥에 대한 그의 지지에서 비롯되었다고 믿는다고 말했다. 어우의 정부 지정 변호사 두 명 중 한 명은 자신이 지방 정부와 연관된 법무법인 소속임을 확인했으며, 변호사는 이것이 이해 상충을 구성하는지에 대해 일축하며 흔한 상황이라고 말했다.

## 같이 보기
- 정치적 억압
- 중화인민공화국의 인권